# Monte Faraut
Il monte Faraut (3.046 m s.l.m.) è una montagna delle Alpi Cozie, situata nella parte più a monte dello spartiacque tra valle Varaita e valle Maira.

## Caratteristiche

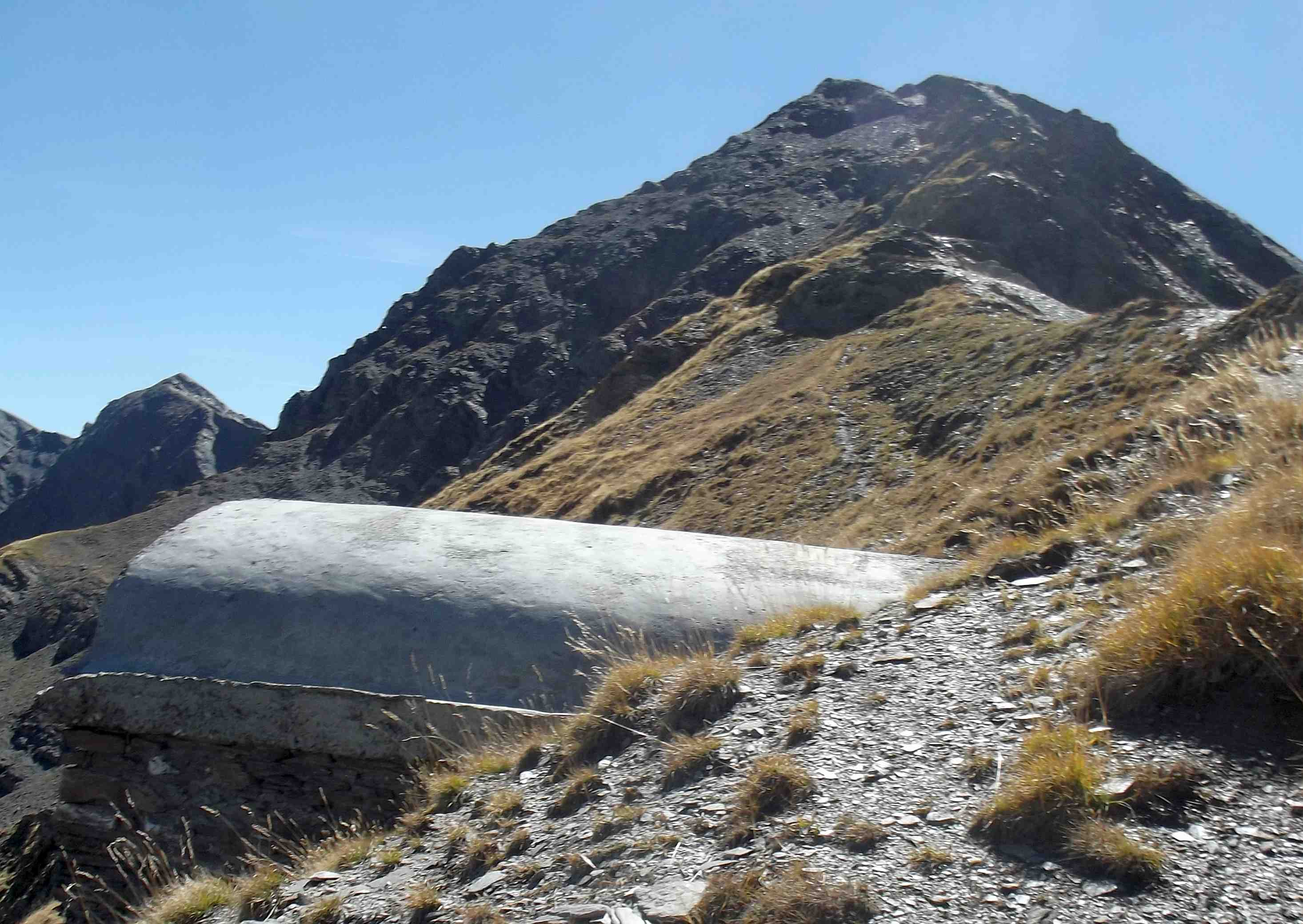
Il crinale nord del Faraut visto dal colletto del Pence

Si trova in provincia di Cuneo, tra i comuni di Bellino in valle Varaita ed Acceglio in valle Maira. Sorge sulla dorsale secondaria che, distaccandosi dallo spartiacque alpino principale in corrispondenza del monte Maniglia, separa la valle Varaita dalla valle Maira. Nella zona più a monte la dorsale compie diversi zig-zag; dal monte Maniglia scende in direzione sud-est verso il colle di Bellino, da dove risale al monte Bellino, ove piega ad est-nord-est fino al buc Faraut; qui piega ad est-sud-est, salendo appunto alla vetta del monte Faraut, da dove prosegue verso il monte Reghetta, la cima Sebolet e la quota 3003, da dove si sdoppia: una dorsale secondaria scende nella stessa direzione, mentre la dorsale principale si dirige verso nord-est al colle di Vers e quindi alla Rocca la Marchisa.
Dalla vetta si dirama altresì una dorsale secondaria in direzione circa nord, che scende al colletto Balma per poi risalire al monte Gabel ed al monte Pence, da dove piega a nord-ovest per digradare verso la gola delle Barricate ed il pian Ceiol, nell'alta valle Varaita di Bellino. Questa dorsale separa il vallone che conduce ai passi de l'Autaret e di Bellino ad ovest (vallone della Balma), dal vallone di Traversagn ad est.
Un'ulteriore dorsale, meno accentuata, dirama dalla vetta in direzione sud-sud-est, andando a digradare più dolcemente verso la valle di Traversiera.
Dal punto di vista geologico, la montagna è costituita dai calcescisti ofiolitiferi filladici del Giurassico-Cretaceo appartenenti al complesso delle pietre verdi di Gastaldi; 
alle sue pendici nord-orientali affiorano le quarziti conglomeratiche del 
Permo-Carbonifero di Sampeyre (verrucano alpino) che vanno poi a costituire la vicina Rocca la Marchisa.

## Ascensione alla vetta

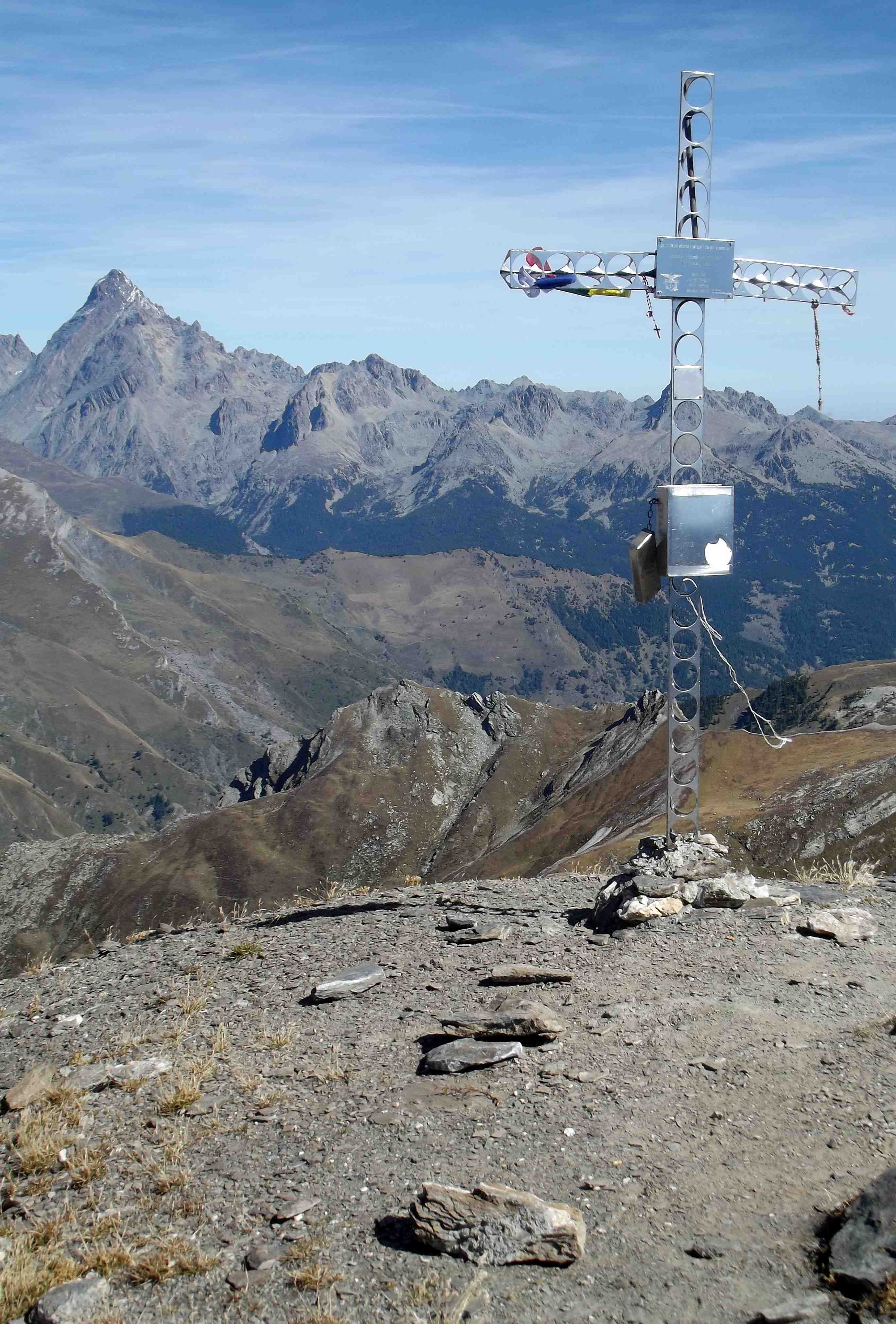
La croce di vetta e, sullo sfondo, il Monviso.

Non esiste una vera e propria via normale: l'accesso alla vetta viene effettuato di norma risalendo un pendio detritico dalla colletta situata a SSO della vetta. Questa colletta è raggiungibile in diversi modi. Il più diretto è da Sant'Anna di Bellino; si sale al pian Ceiol, si sale la gola delle Barricate, e dal pianoro sovrastante si risale il fondo del canalone sommitale fino ad arrivare alla sua sommità, che è appunto la colletta SSO.
Un'alternativa prevede di seguire il sentiero U27 da Sant'Anna di Bellino fino alle grange dell'Autaret, da dove si risale in direzione SE verso il passo detto la Colletta; da qui si traversa su traccia di sentiero fino a raggiungere la colletta SSO, dove ci si riaggancia all'itinerario precedente.
La Colletta è raggiungibile anche da Acceglio, risalendo tutta la valle di Traversiera, oppure da Chiappera, salendo al colle di Bellino e da lì traversando per il monte Bellino.

### Accesso invernale
D'inverno è possibile salire alla vetta per gli stessi itinerari estivi, vuoi con le ciaspole, vuoi con gli sci.

### Rifugi
Salendo da Bellino, ci si può appoggiare al Rifugio Melezè. A Chiappera, è un valido punto d'appoggio il Rifugio Campo Base. Nei pressi del monte Bellino si può usufruire della capanna sociale Carmagnola.